# 蘇利耶跋摩一世
苏利耶跋摩一世（Suryavarman I，？—1050年），柬埔寨吴哥王朝国王（1002年或1010年－1050年在位）。在他统治时期动工兴建了吴哥城市中心著名的巴戎寺（“金塔”），并拆毁重建了罗贞陀罗跋摩二世（Rajendravarman II）兴建的“空中宫殿”。
优陀耶迭多跋摩一世（Udayadityavarman I）被杀后，吴哥陷入混乱，因无继承人，苏利耶跋摩一世和阇耶毗罗跋摩争夺王位。苏利耶跋摩一世是马来亚裔的佛教王子。经过九年的战争，苏利耶跋摩一世赢得了王位。
苏利耶跋摩一世在1012年左右与印度南部的朱罗王朝（Chola dynasty）建立了外交关系，他将一辆豪华的战车作为礼物送给了朱罗国王罗茶罗乍一世（Rajaraja I），并在征讨单马令王国（Tambralinga Kingdom）时请求他的继承人拉真陀罗一世（Rajendra I）进行援助。在得知苏利耶跋摩与朱罗结盟后，单马令王国向室利佛逝的国王桑格拉玛·维贾耶通加跋摩（Sangrama Vijayatungavarman）求助，这最终导致了朱罗王国对室利佛逝王国的入侵。此战高棉帝国与朱罗王国的联军大获全胜，单马令王国和室利佛逝王国损失惨重，连室利佛逝王国的王都巨港都遭到了朱罗军队的洗劫。
苏利耶跋摩一世此后仍然热衷于扩张他的帝国，他的帝国西至昭拍耶河流域的华富里（Lopburi），东至湄公河流域，高棉帝国在他的统治下达到了鼎盛。
他的统治持续了约40年，他花了大量时间平定战乱，捍卫王位。为巩固他的政治权力，他邀请约四千名当地官员到皇家宫殿宣誓效忠于他，并因此被称为“律法之王”（King of the Just Laws）。他信佛教但不禁止人们继续信奉印度教。
他的宫殿坐落在吴哥城附近，在1022年苏利耶跋摩一世将领土扩张到暹罗华富里（Lopburi），并进入到老挝。
他建造了位于扁担山（Dangrek Mountains）的柏威夏寺（Prasat Preah Vihear）和空中宫殿（Phimeanakas），还开始修第二个吴哥水库西芭莱湖（West Baray），水库长8公里、宽2.2公里，容量超过1.23亿公升的水。这是幸存的最大的高棉水库。
苏利耶跋摩一世死于1050年，因为他的佛教信仰，他死后被尊称为“通向涅槃之王”（Nirvanapada,the king who has gone to nirvana）。他的继任者是优陀耶迭多跋摩二世。
| 蘇利耶跋摩一世 吳哥王朝出生于：？逝世於：1050年 | 蘇利耶跋摩一世 吳哥王朝出生于：？逝世於：1050年 | 蘇利耶跋摩一世 吳哥王朝出生于：？逝世於：1050年 |
| ----------------------------------------------- | ----------------------------------------------- | ----------------------------------------------- |
| 前任者： 闍耶毗羅跋摩                           | 柬埔寨國王 1002/1010年－1050年                  | 繼任者： 優陀耶迭多跋摩二世                     |